# Manaf
 (juillet 2024).
Si vous disposez d'ouvrages ou d'articles de référence ou si vous connaissez des sites web de qualité traitant du thème abordé ici, merci de compléter l'article en donnant les références utiles à sa vérifiabilité et en les liant à la section « Notes et références ».
Manef était une idole vénérée dans l'Arabie préislamique, particulièrement par les tribus de la région de La Mecque.

## Origine et signification
Le nom Manaf signifie « éminent » ou « élevé » en arabe. Cette idole était une des nombreuses divinités vénérées par les Arabes avant l'avènement de l'islam.

## Culte et rituels
Manaf était vénéré principalement à La Mecque, où il était considéré comme une divinité protectrice. Les rituels entourant le culte de Manaf incluaient des offrandes et des prières pour obtenir la protection et la faveur de la divinité.

## Rôle dans la société
Les tribus de La Mecque, notamment les Quraych, ont joué un rôle central dans le culte de Manaf. Cette idole faisait partie d'un panthéon plus large de divinités qui étaient adorées dans le sanctuaire de la Kaaba avant l'ère islamique.

## Déclin du culte
Avec l'arrivée de l'islam au 7ème siècle, le culte de Manaf et des autres idoles a progressivement décliné. Le prophète Mahomet a prêché le monothéisme et, après la conquête de La Mecque, les idoles de la Kaaba, y compris Manaf, ont été détruites.

## Héritage
Manaf, comme beaucoup d'autres divinités préislamiques, est principalement connu à travers les traditions orales et les écrits historiques des premiers musulmans. Ces idoles sont souvent mentionnées pour illustrer les croyances et pratiques religieuses des Arabes avant l'islam.